# 迷戀
《迷戀》是臺灣男子團體M4的第一張華語迷你專輯，於2018年3月15日發行。

## 製作
M4在首次錄製單曲的副歌部分時，四位團員皆唱到快窒息的狀態下。

## 發行
出道記者會由宛宛兒主持，台灣演員孟飛也現身加油打氣。

## 曲目
| 曲序 | 曲目     |        | 作曲   | 时长 |
| ---- | -------- | ------ | ------ | ---- |
| 1.   | 迷戀（） | 李翔   | 李翔   | 3:46 |
| 2.   | 呼吸（） | 黃聖萊 | 黃聖萊 | 4:23 |

## 外部連結
- M4的Facebook專頁（繁體中文）